# Joseph Lavoisier Tsapy
Joseph Lavoisier Tsapy est un avocat, homme politique du SDF et ancien maire de la ville de Bafoussam au Cameroun.

## Biographie

### Carrière
Joseph Lavoisier Tsapy est avocat titulaire au barreau du Cameroun et fondateur du cabinet éponyme à Bafoussam. Ancien maire à Bafoussam pour le comptre du parti politique Front social démocrate de Bafoussam,  de 1996 à 2002, il est aussi chroniqueur politique pour des stations de télévision,,,.
Il s'est fait remarquer comme avocat de Lapiro de Mbanga.